# Dragkamp vid olympiska sommarspelen 1912
I dragkampen segrade ett svenskt lag bestående av sex poliser från Stockholm förstärkta med en polis från Göteborg och en fiskare från Sandhamn mot ett engelskt lag bestående av poliser från London. 
Tävlingarna var en besvikelse; av 5 anmälda lag dök endast 2 upp och matchprogrammet som var upplagt med inbördes möten mellan alla lag sprack fullständigt. Vid den inledande matchen 7 juli kom Böhmen inte till start och Storbritannien förklarades segrare. Senare samma dag upprepades detta då Österrike inte marscherade in för att möta Sverige, som också vann på walkover. Följande dag möttes Sverige och Storbritannien varvid det svenska laget avgick med segern. Vid den följande matchen Luxemburg-Österrike kom inget lag till start och så kom det sig att Sverige förklarades slutsegrare efter bara en match.

## Medaljtabell
| Pl. | Nation         | Guld | Silver | Brons | Totalt |
| --- | -------------- | ---- | ------ | ----- | ------ |
| 1   | Sverige        | 1    | 0      | 0     | 1      |
| 2   | Storbritannien | 0    | 1      | 0     | 1      |

## Medaljörer

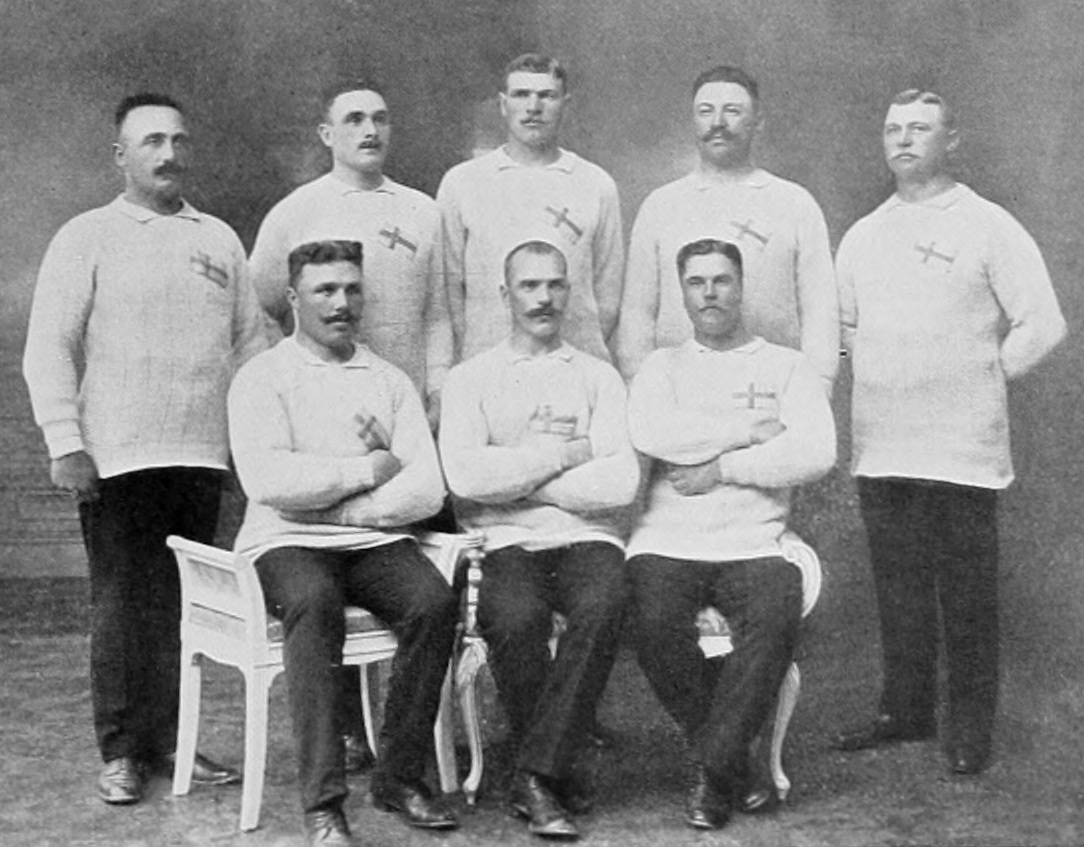
Sverige

| Event    | Guld | Silver | Brons                         |
| Dragkamp | Sverige Arvid Andersson Adolf Bergman Johan Edman Erik Algot Fredriksson Carl Jonsson Erik Larsson August Gustafsson Herbert Lindström | Storbritannien Alexander Munro John Sewell John James Shepherd Joseph Dowler Edwin Mills Frederick Humphreys Mathias Hynes Walter Chaffe | Ingen (endast två lag deltog) |